# NGC 1312
NGC 1312 — двойная звезда в созвездии Телец. Внесена в каталог Сидни Кулиджем в 1859 году. Описание Дрейера: «тусклый объект».
Пер Корвин (Per Corwin) ошибочно считал объект NGC 1312 идентичным галактике PGC 12682.
Этот объект входит в число перечисленных в оригинальной редакции «Нового общего каталога».